# Каминский, Эдуард Францевич
Эдуард Францевич Каминский — советский хозяйственный, государственный и политический деятель, Герой Социалистического Труда.

## Биография
Родился в 1928 году в околице Турьево. 
Член КПСС с 1952 года.
С 1947 года — на хозяйственной, общественной и политической работе. В 1947—2008 гг. — мастер, прораб, главный инженер, начальник строительного управления, заместитель управляющего, управляющий строительно-монтажным трестом № 5, первый заместитель начальника территориального управления «Главкомскстрой», начальник управления «Омскцелинстрой» Министерства сельского строительства РСФСР, заместитель председателя Омского областного агропромышленного комитета по строительству, профессор кафедры организации и технологии строительства Сибирского государственного автомобильно-дорожного института.
Указом Президиума Верховного Совета СССР от 13 августа 1986 года присвоено звание Героя Социалистического Труда с вручением ордена Ленина и золотой медали «Серп и Молот».
Почётный гражданин Омской области.
Умер в Омске в 2008 году.